# Фонкуверт ла Тусир
Фонкуверт ла Тусир (фр. Fontcouverte-la Toussuire) насеље је и општина у источној Француској у региону Рона-Алпи, у департману Савоја која припада префектури Сен Жан де Морјен.
По подацима из 2011. године у општини је живело 593 становника, а густина насељености је износила 27,56 становника/km². Општина се простире на површини од 21,52 km². Налази се на средњој надморској висини од 1182 метара (максималној 2.305 m, а минималној 659 m).

## Демографија
| 1962. | 1968. | 1975. | 1982. | 1990. | 1999. | 2011. |
| ----- | ----- | ----- | ----- | ----- | ----- | ----- |
| 550   | 628   | 506   | 603   | 528   | 504   | 593   |

График промене броја становника у току последњих година